# Hitoshi Okano
Hitoshi Okano (jap. 岡野 等, Okano Hitoshi; * um 1950) ist ein japanischer Jazzmusiker (Trompete, Flügelhorn, auch Piccolotrompete).
Hitoshi Okano spielte ab den frühen 1970er-Jahren in der japanischen Jazzszene; erste Aufnahmen entstanden 1973, als er der Begleitband der Sängerin Kimiki Kasei angehörte (In Person). In den folgenden Jahren arbeitete er mit Takeo Uematsu, Nubuo Hara, Yuzuru Sera, Yōsuke Yamashita, Yasuaki Shimizu, Masanori Sasaji sowie in den Orchestern von Bingo Miki und George Kawaguchi. In den 1980er-Jahren wirkte er außerdem bei Aufnahmen von Shigeharu Mukai, Eri Ohno, Fumio Itabashi, in der Formation Jazz Factory und von Masahiko Togashis Improvisation Jazz Orchestra mit.
Im Januar 1982 spielte Okano sein einziges Album unter eigenem Namen ein, mitwirkende Musiker bei Double Image (Union) waren Toshiyuki Daitoku (Piano), Tamio Kawabata (Bass) und Tony Koba (Schlagzeug). In den 1990er-Jahren arbeitete er noch mit dem Saxophonisten Chika Asamoto und dem Pianisten Shoji Aketakawa zusammen; mit dem Septett von Shigeharu Mukai tourte er 1997 in Europa. Im Bereich des Jazz listet ihn Tom Lord zwischen 1973 und 1999 bei 24 Aufnahmesessions. Er wirkte auch an der Filmmusik des Thrillers Yajû shisubeshi (1980, Regie Tôru Murakawa) mit. Als Studiomusiker war er auch an Aufnahmen der Prog-Rock-Band Bi Kyo Ran (Parallax, 1983) beteiligt.
Er ist nicht mit dem gleichnamigen Fernsehproduzenten (1953–1999) zu verwechseln.